# Sverre Ingolf Haugli
Sverre Ingolf Haugli (ur. 23 kwietnia 1925 w Jevnaker, zm. 18 października 1986 tamże) – norweski łyżwiarz szybki, brązowy medalista olimpijski i brązowy medalista mistrzostw Europy.

## Kariera
Największy sukces w karierze Sverre Ingolf Haugli osiągnął w 1952 roku, kiedy zdobył brązowy medal w biegu na 5000 m podczas igrzysk olimpijskich w Oslo. W zawodach tych wyprzedzili go jedynie jego rodak Hjalmar Andersen oraz Holender Kees Broekman. Na tych samych igrzyskach był też szósty na dwukrotnie dłuższym dystansie. Na rozgrywanych cztery lata później igrzyskach w Cortina d’Ampezzo wystąpił tylko w biegu na 10 000 m, kończąc rywalizację na czwartej pozycji. W walce o medal lepszy okazał się Oleg Gonczarienko z ZSRR. Haugli zajął też trzecie miejsce podczas mistrzostw Europy w Helsinkach w 1950 roku, plasując się za Hjalmarem Andersenem i Reidarem Liaklevem. Blisko podium był także podczas wielobojowych mistrzostw świata w Davos w 1951 roku i podczas mistrzostw Europy w Hamar w 1953 roku, jednak w obu przypadkach zajmował czwarte miejsce. W 1953 roku został mistrzem Norwegii w wieloboju.
Jego wnuczęta, Sverre i Maren również uprawiały łyżwiarstwo szybkie.